# Whitfield (Northamptonshire)
Whitfield – wieś w Anglii, w hrabstwie Northamptonshire, w dystrykcie (unitary authority) West Northamptonshire. Leży 26 km na południowy zachód od miasta Northampton i 92 km na północny zachód od Londynu. Miejscowość liczy 215 mieszkańców.